# ラミーヌ・ディアック
- ラミン・ディアク

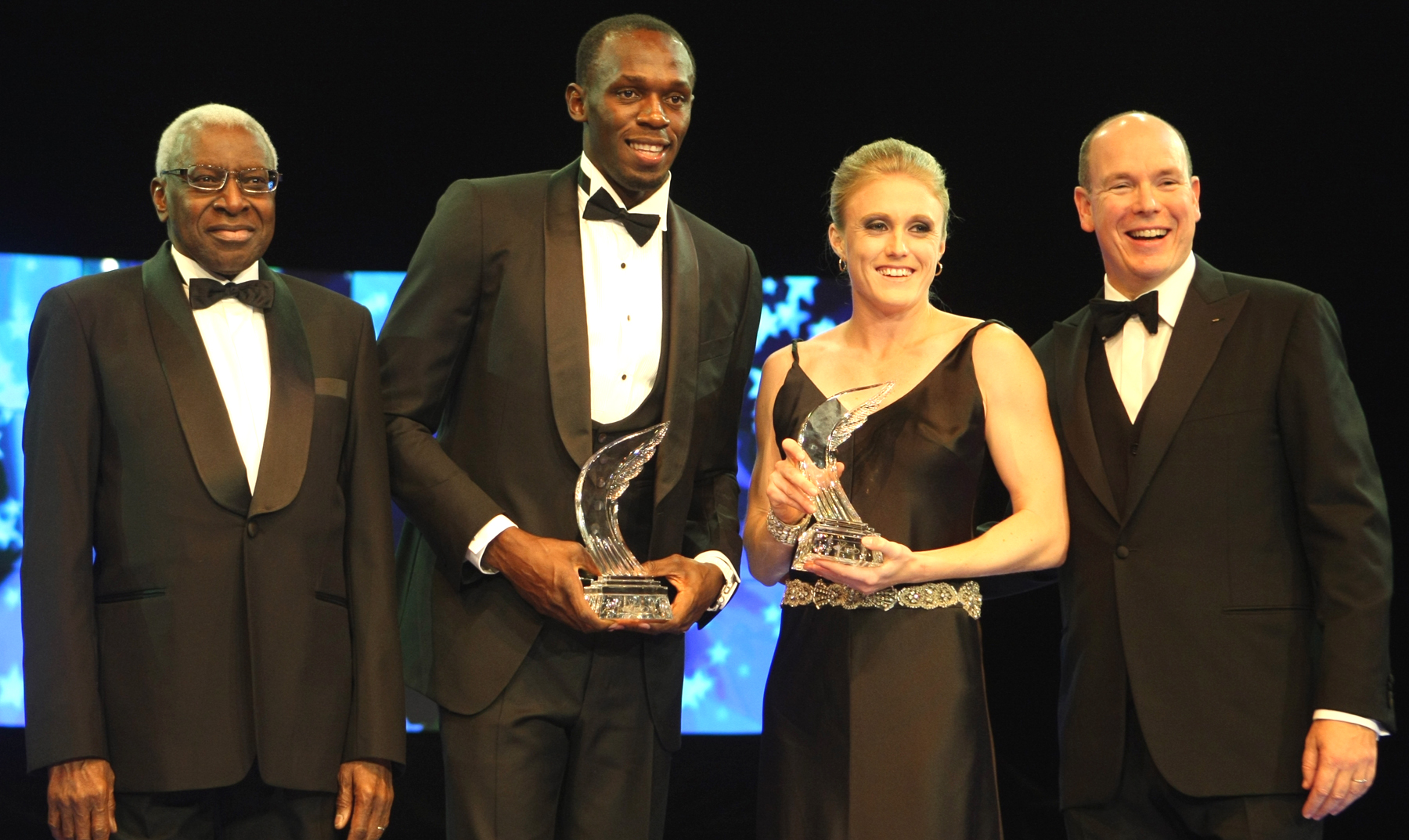
2011年に行われたIAAF世界最優秀選手賞表彰式にて。左からディアック、ウサイン・ボルト、サリー・ピアソン、アルベール2世。

ラミーヌ・ディアック（Lamine Diack、1933年6月7日 - 2021年12月3日）は、セネガルの元陸上競技選手。セネガルの首都ダカール出身。国際陸上競技連盟（現ワールドアスレティックス）第5代会長。元国際オリンピック委員会（IOC）委員。ラミン・ディアック、ラミーヌ・ディアクなどとも表記される。

## 人物
フランス語圏であるセネガルの首都ダカール出身。ディアックは1950年代後半に走幅跳の選手として活躍した。1958年にフランス選手権で優勝、1957年から1960年までフランス記録と西アフリカ記録を保持していた。
1973年から2003年までアフリカ陸上競技連盟会長、1978年から1980年までダカール市長、1983年から1993年までセネガル議会下院第一副議長、1995年から2001年までセネガル水道公社 (Société Nationale des Eaux du Senegal, "SONES") CEOを務めた。1999年11月から2015年8月まで国際陸連（IAAF）会長を務める。
ディアックは経営破綻したスポーツマーケティング企業ISL社からの収賄疑惑に関して、IOC倫理委員会から1年間調査を受けた。調査の結果、1993年に3回にわたって合計3万USドルと3万スイス・フランを受け取っていたことが判明。IOCはディアックが「利益相反状況にあった」と評した。ディアックは自宅が全焼した後に支持者から金を受け取っただけだと主張した。収賄当時、未だ国際オリンピック委員会（IOC）委員ではなかったディアックは2011年にIOCから警告処分を受けた。
2015年8月、IAAF会長を辞職。同年11月、焦点となっているケニアとロシアのドーピング問題で、ロシアの問題に関わる収賄とマネーローンダリング容疑により、フランスの司法当局（国家金融検察庁, fr）より、捜査が行われていることが発表され、IOC委員を辞職。

### 五輪招致を巡る汚職
元JOC職員の春日良一によれば、IOCトーマス・バッハ会長は、五輪改革を掲げ、招致活動における利害関係者による贈収賄を厳禁とするなど不正根絶にこだわっていた。特にラミーヌ・ディアックと電通・高橋治之の汚職体質に目を付け、日本オリンピック委員会（JOC）に対しては高橋を2020東京五輪組織委理事から外すよう提言していたとされ、ディアックに対しては2015年11月にIOCから既に事実上追放していた。2019年3月には、フランス金融検察庁より、ディアックらに対する東京五輪招致を巡る贈賄容疑で捜査をうけていた竹田恆和がIOC委員を辞職した（ないし追放された）。
竹田恆和が理事長を務めていた2020年東京オリパラ招致委員会は、2013年7月・10月、電通から紹介された、ディアックの息子が関係するシンガポールのコンサルタント会社ブラック・タイディングス（BT）社に、計2800万シンガポールドル（約2億2000万円<あるいは2億4800万円とも>、約200万米ドル）の「コンサルタント料」を送金したことが発覚した。
これに先立つ2016年リオ五輪・パラ大会招致を巡り、当時のリオ大会組織委会長カルロス・ヌズマンは、200万米ドルでディアックにリオへの投票を依頼した贈賄容疑で2021年、ブラジル連邦裁判所で禁錮30年11か月の有罪判決をうけた。また、リオ州元知事も買収資金を提供した罪で有罪判決をうけた。東京大会招致委が支払った「コンサルタント料」と、このリオ大会のディアック買収額がおよそ200万ドルとほぼ同額である。
竹田恆和はBT社との契約に関して自らの関わりを否定し、ディアックと付き合いがあった高橋治之は、金銭授受について特に言及していない。
2019年5月、フランス金融検察庁により起訴される。多額の賄賂と引き換えにロシアの組織的なドーピングを隠蔽したとして、2020年にフランスの裁判所で禁錮4年（うち2年は執行猶予）、罰金50万ユーロの有罪判決を言い渡された。2021年12月3日、死去。

## 親族
息子に、東京五輪汚職問題で顔をだす国際陸連（現世界陸連）コンサルタントだったパパマッサタ・ディアック（Papa Massata Diack）がいる。

## 日本との関係
- ディアック氏は国際陸上競技連盟（IAAF）会長として、IAAFと株式会社東京放送ホールディングス（Tokyo Broadcasting System Holdings, Inc.）のパートナーシップ契約を延長している[10]。
- 電通は、世界陸上を含む国際陸上競技連盟（IAAF）主催大会の2010年〜2019年までの全世界独占マーケティング権及び放送権を取得[11]。
- 電通（本社：東京都港区、社長：石井直）は上述のように、国際陸上競技連盟（IAAF）が2010年から2019年までに主催する大会の全世界におけるマーケティング権およびインターネットを含む放送権（欧州放送連合地域における放送権は除く）をすでに取得しているが、2020年から2029年までの同権利についても、継続して取得することでIAAFと合意。これにより電通は、2001年からIAAF主催大会のマーケティング権および放送権を29年間にわたって取得したことになる[12]。